# Phthitia sanctaehelenae
Phthitia sanctaehelenae är en tvåvingeart som beskrevs av Richards 1951. Phthitia sanctaehelenae ingår i släktet Phthitia och familjen hoppflugor. Inga underarter finns listade i Catalogue of Life.